# Terrier irlandês
O terrier irlandês[Nota] (em inglês:  irish red terrier), apelidado ainda de pequeno demônio, é uma raça de cão do tipo terrier oriunda da Irlanda. Conhecidos como cães descuidados, são animados e brincalhões, criados para a caça de pragas em geral e como d'água. Donos de um corpo elegante, possuem passadas largas e são considerados companhias leais, embora não sejam muito sociáveis com outros cães logo de início. Exercícios e adestramento são fundamentais para guiá-los e controlar sua energia.

## Galeria de fotos

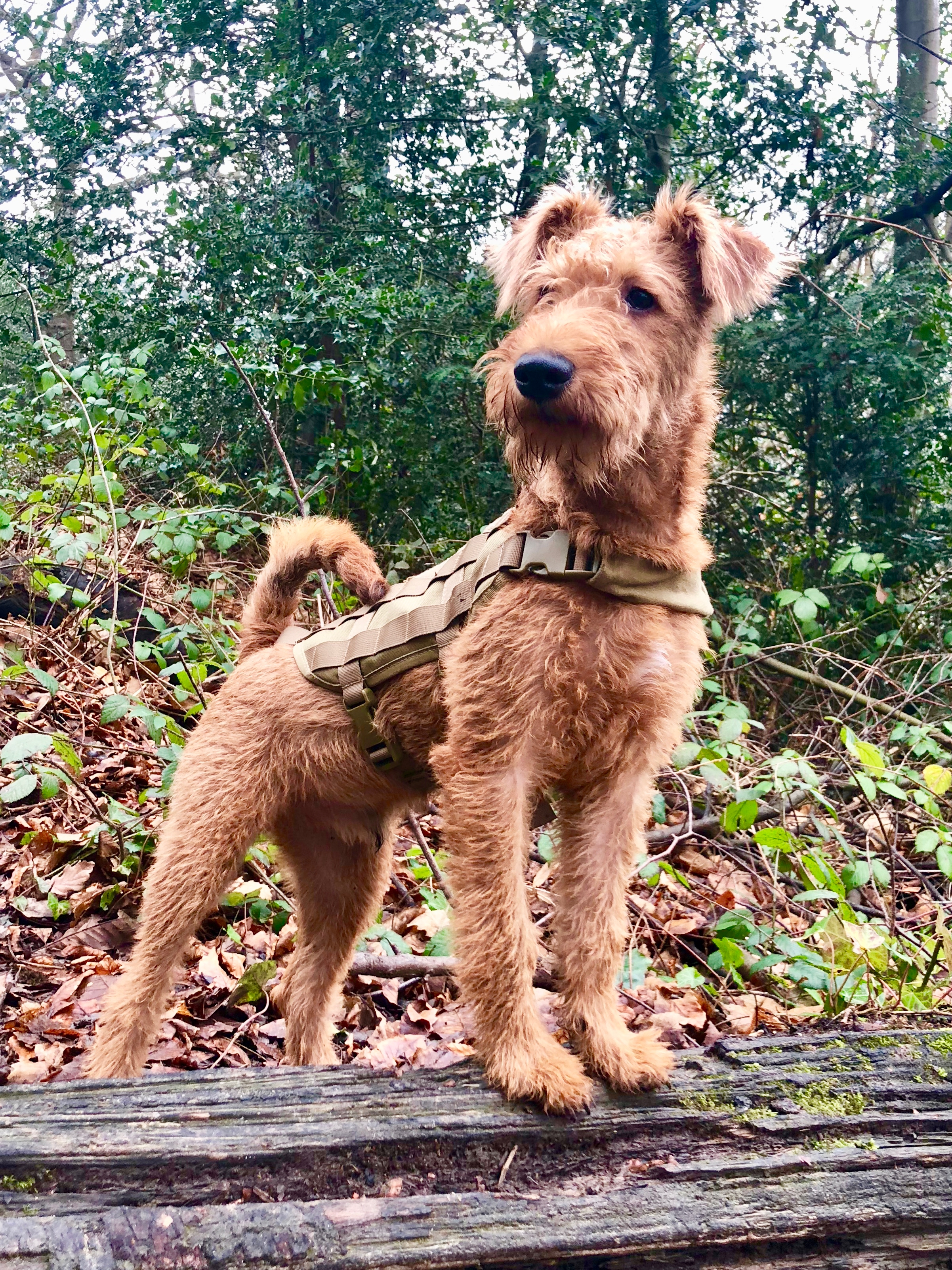
Terrier irlandês
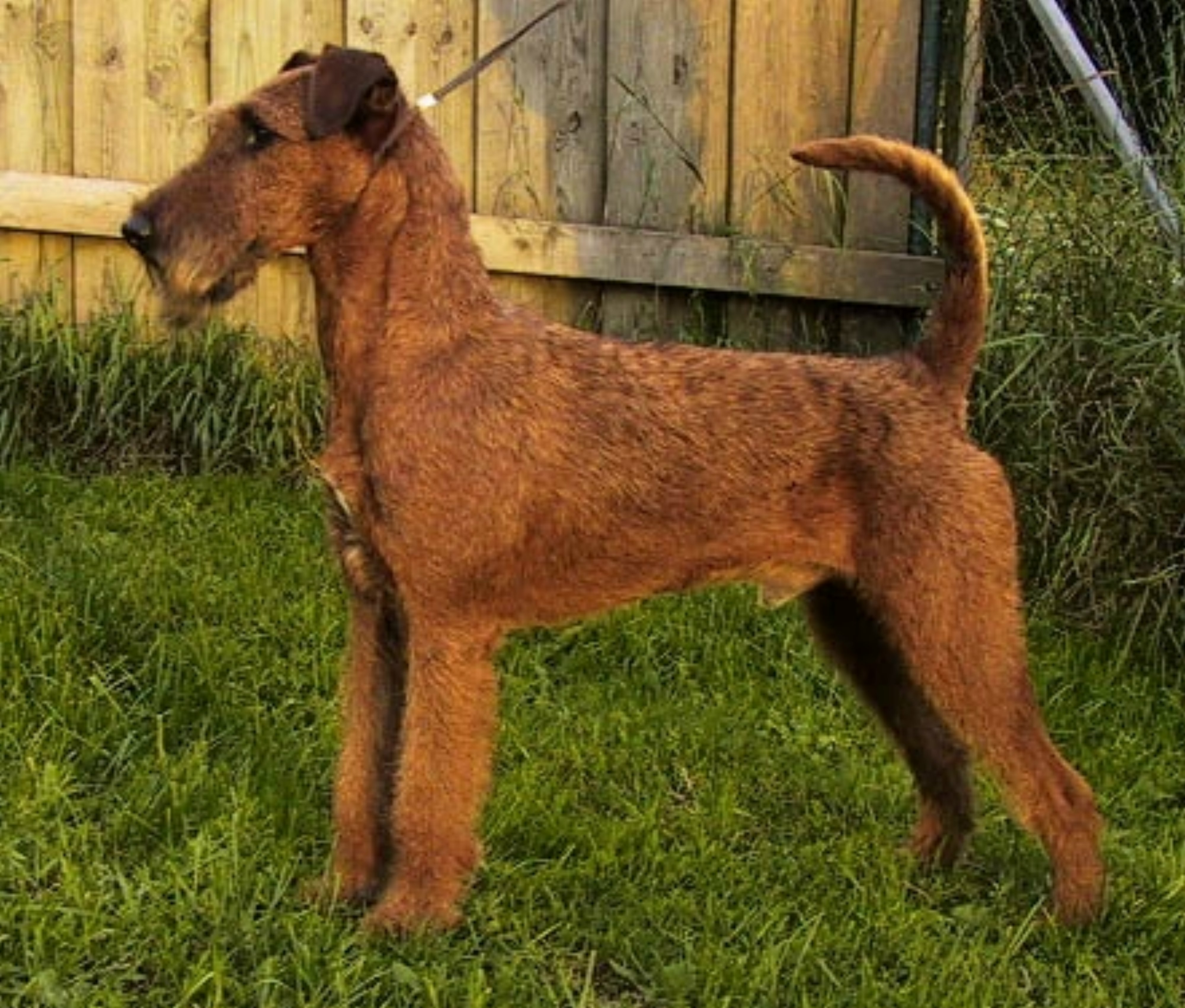
Terrier irlandês
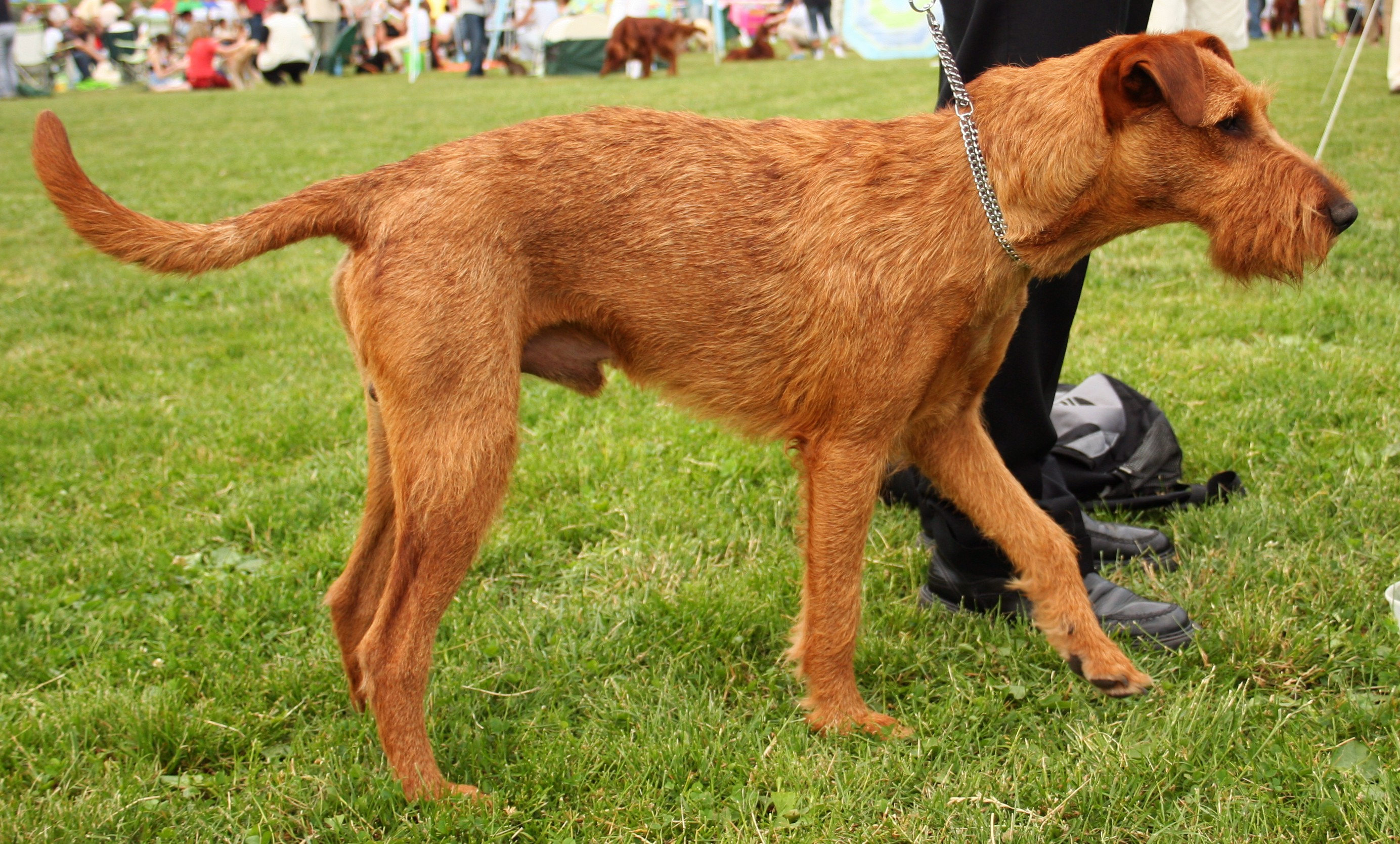
Terrier irlandês
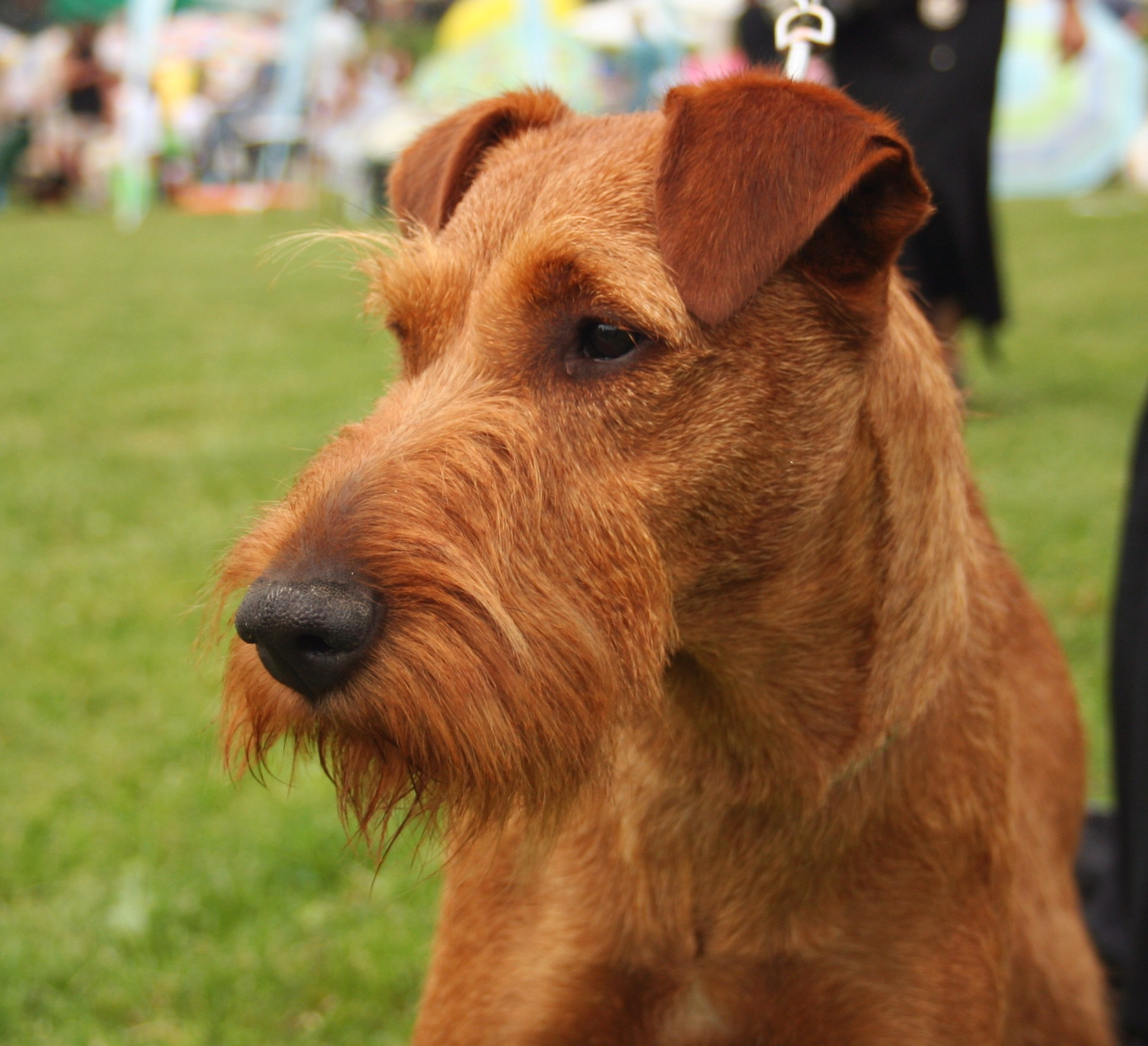
Terrier irlandês
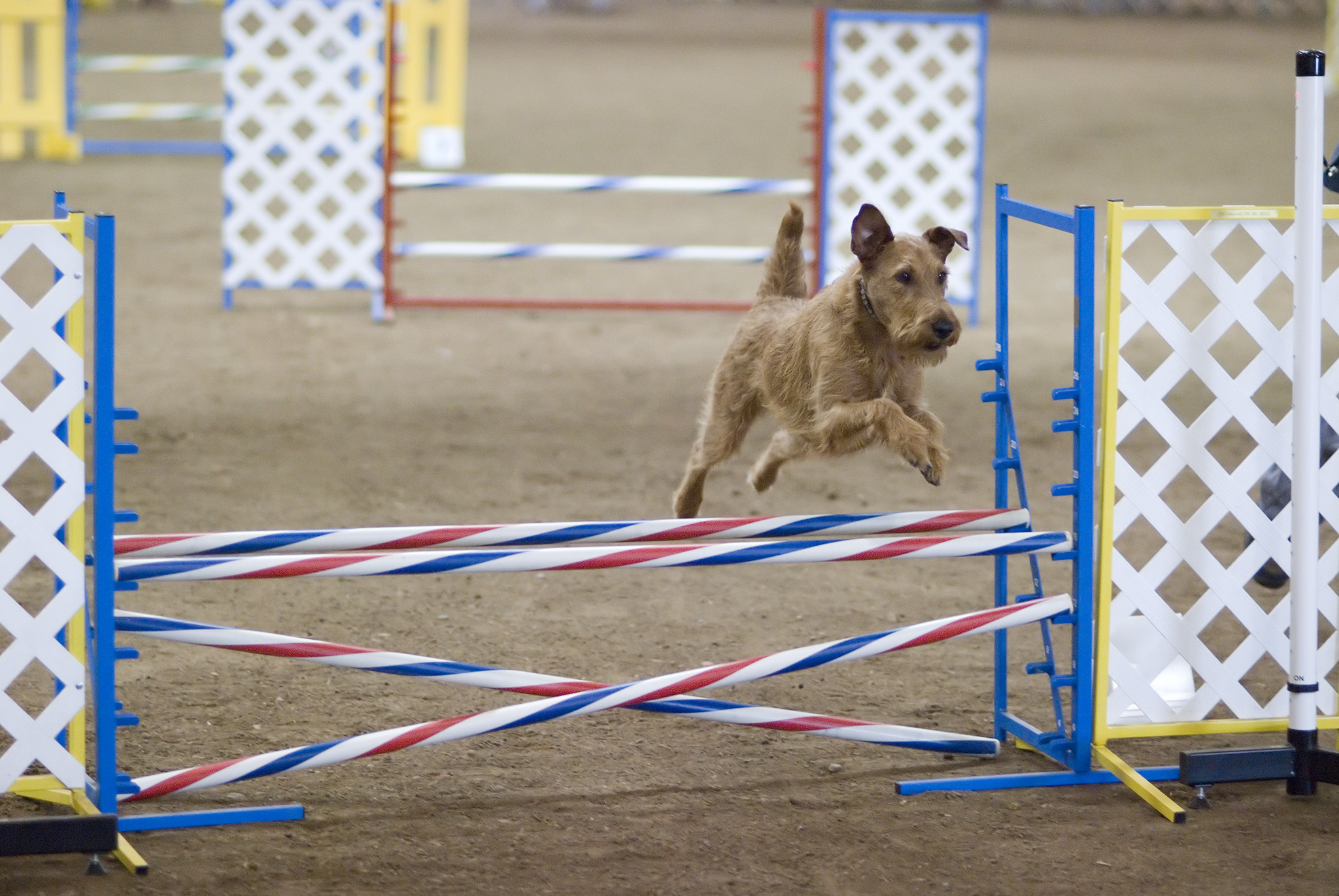
Em um salto hábil
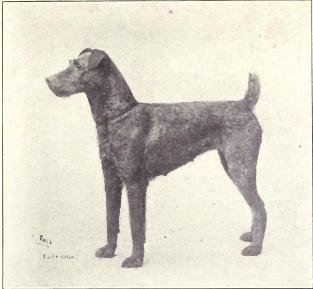
Terrier irlandês cerca de 1915
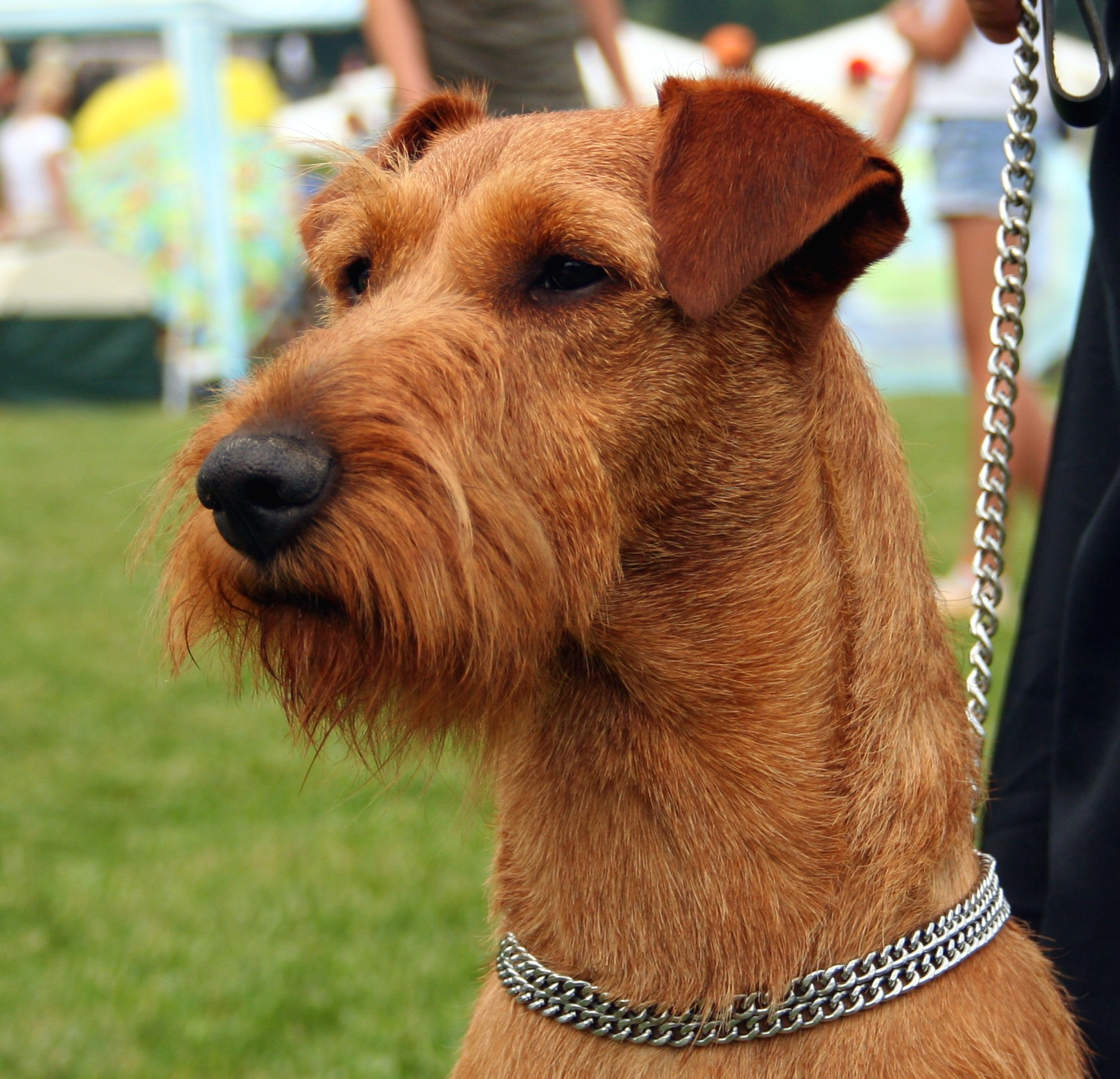
Terrier irlandês
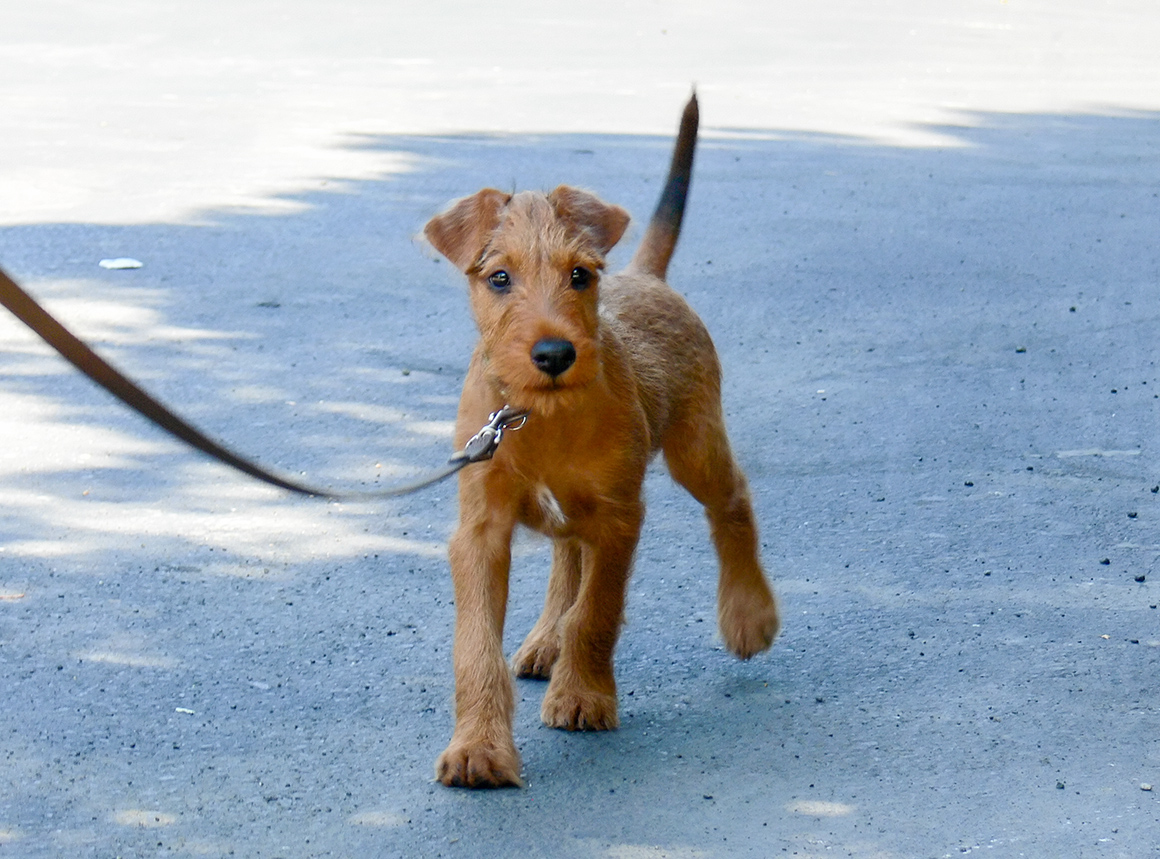
Terrier irlandês novo